# Chiesa di San Biagio Vescovo e Martire (Ferrara)
La chiesa di San Biagio vescovo e martire è la parrocchiale a Villanova, frazione del comune di Ferrara. La sua costruzione risale all'XI secolo.

## Storia
A Villanova venne costruito un primo oratorio attorno alla metà dell'XI secolo e, in quel periodo, dipese dalla pieve di Formignana che a sua volte rientrava nell'arcidiocesi di Ravenna. In seguito vi furono altri passaggi di giurisdizione e finì per rientrare tra le parrocchie della diocesi di Ferrara.
Il vescovo di Ferrara Giovanni Tavelli descrisse la parrocchia nella documentazione relativa alle sue visite pastorali nel territorio ferrarese compiute nel XV secolo.
Nel corso del XVIII secolo l'edificio venne completamente ricostruito e circa un secolo dopo venne restaurato. Durante questi ultimi lavori vennero rinvenute tracce di cornici romaniche relative alla costruzione primitiva.
Gli ultimi interventi si sono realizzati negli anni novanta, con la tinteggiatura e una decorazione nuova in legno alle paraste, e nel 2013, quando si è rifatta parte della copertura del tetto.